# Oncán
Oncán es una subcomisaría del municipio de Mérida en el estado de Yucatán localizado en el sureste de México.

## Toponimia
El nombre (Oncán) significa en maya yucateco "aguacate y serpiente" , por provenir de los vocablos on que significa aguacate (Persea americana) y can que significa serpiente.

## Localización
Oncán se encuentra se encuentra localizada a 13 kilómetros al oriente del centro de la ciudad de Mérida.

## Infraestructura
Entre la infraestructura con la que cuenta:
- Una iglesia católica
- Un parque.
- Un kínder.
- Una escuela primaria.
- Una casa comisarial.
- Una cancha.
- Una exhacienda.

## Datos históricos
- Hasta el siglo XIX perteneció al municipio de Tixkokob.

## Importancia histórica
Tuvo su esplendor durante la época del auge henequenero y emitió fichas de hacienda las cuales por su diseño son de interés para los numismáticos. Dichas fichas acreditan la hacienda como propiedad de Manuel Medina.
| 245                         | 242 | 269 | 275 | 323 | 412 | 453 | 537 | 601 | 606 |
| (Fuente: INEGI [Consultar]) |     |     |     |     |     |     |     |     |     |

## Galería

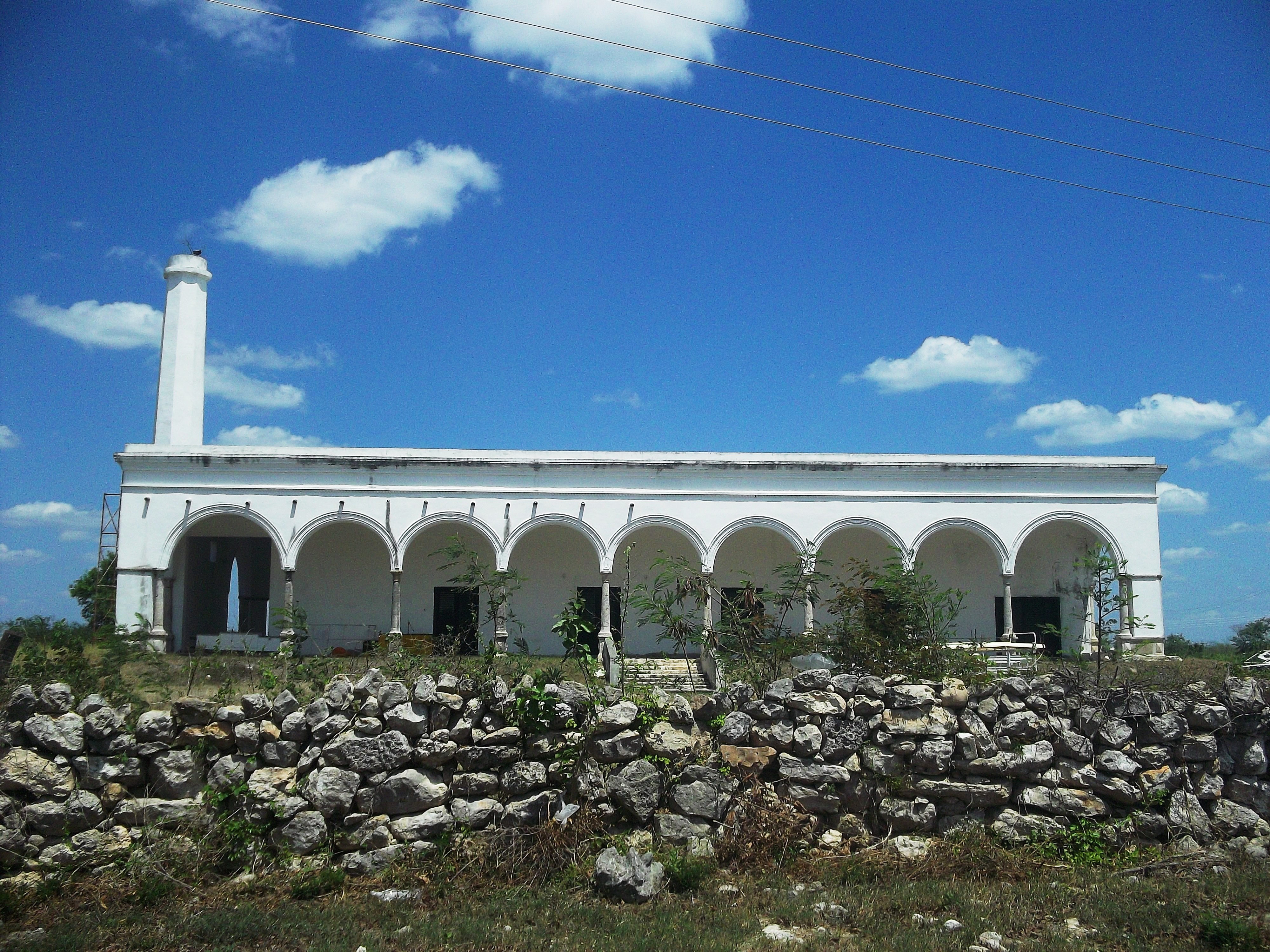
Vista de la hacienda Oncán.
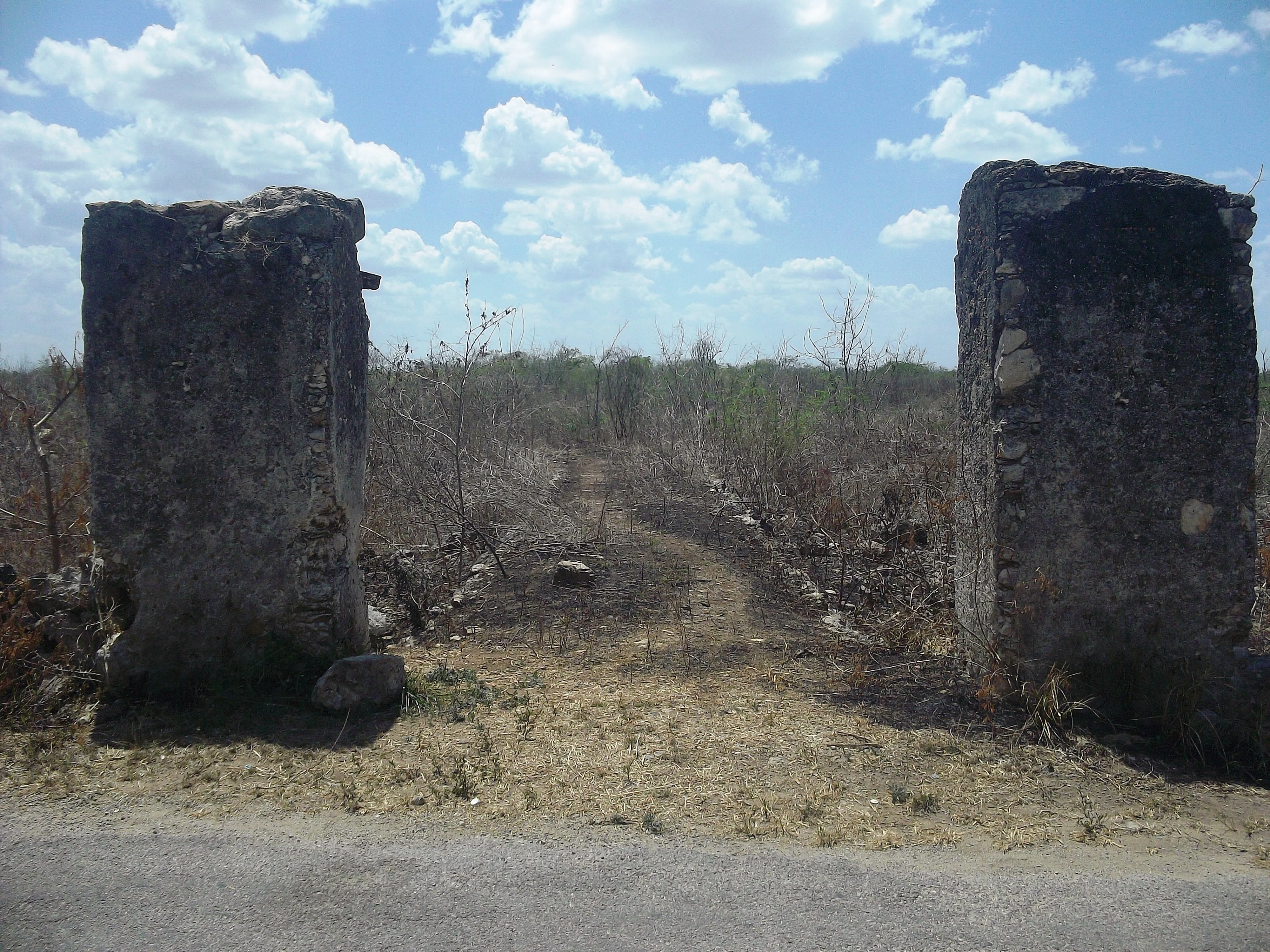
Vista de la hacienda Oncán.
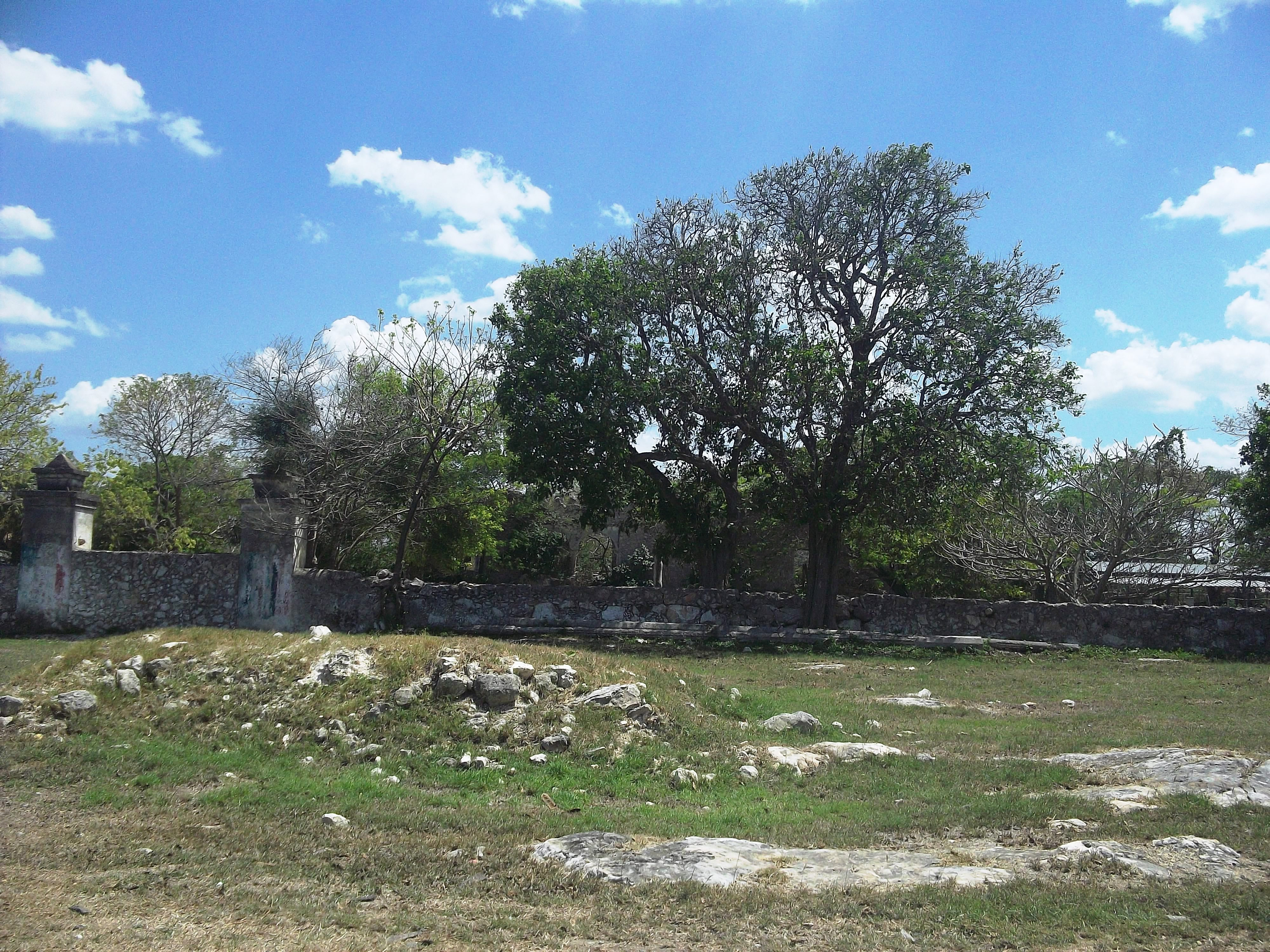
Vista de la hacienda Oncán.
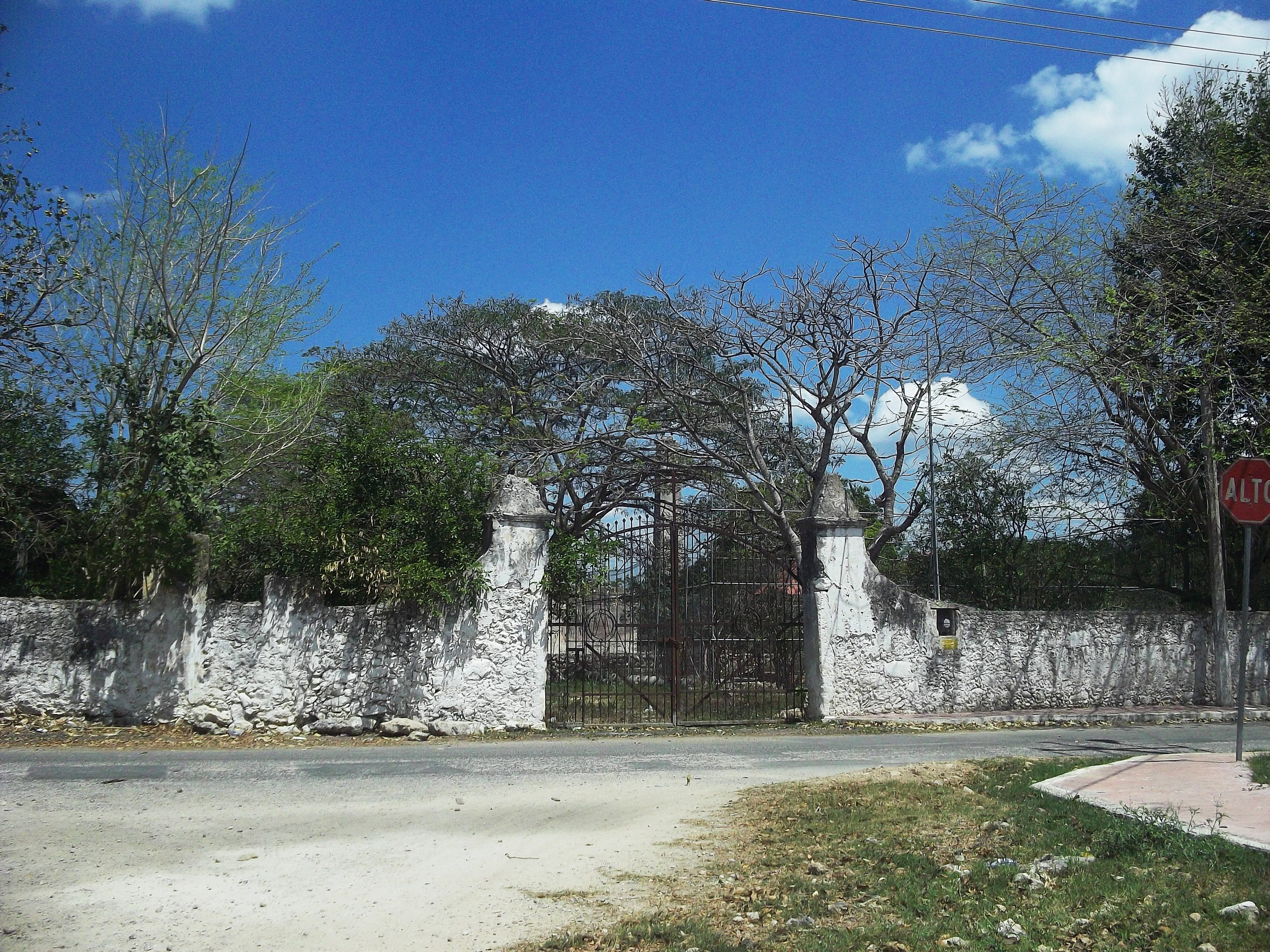
Vista de la hacienda Oncán.
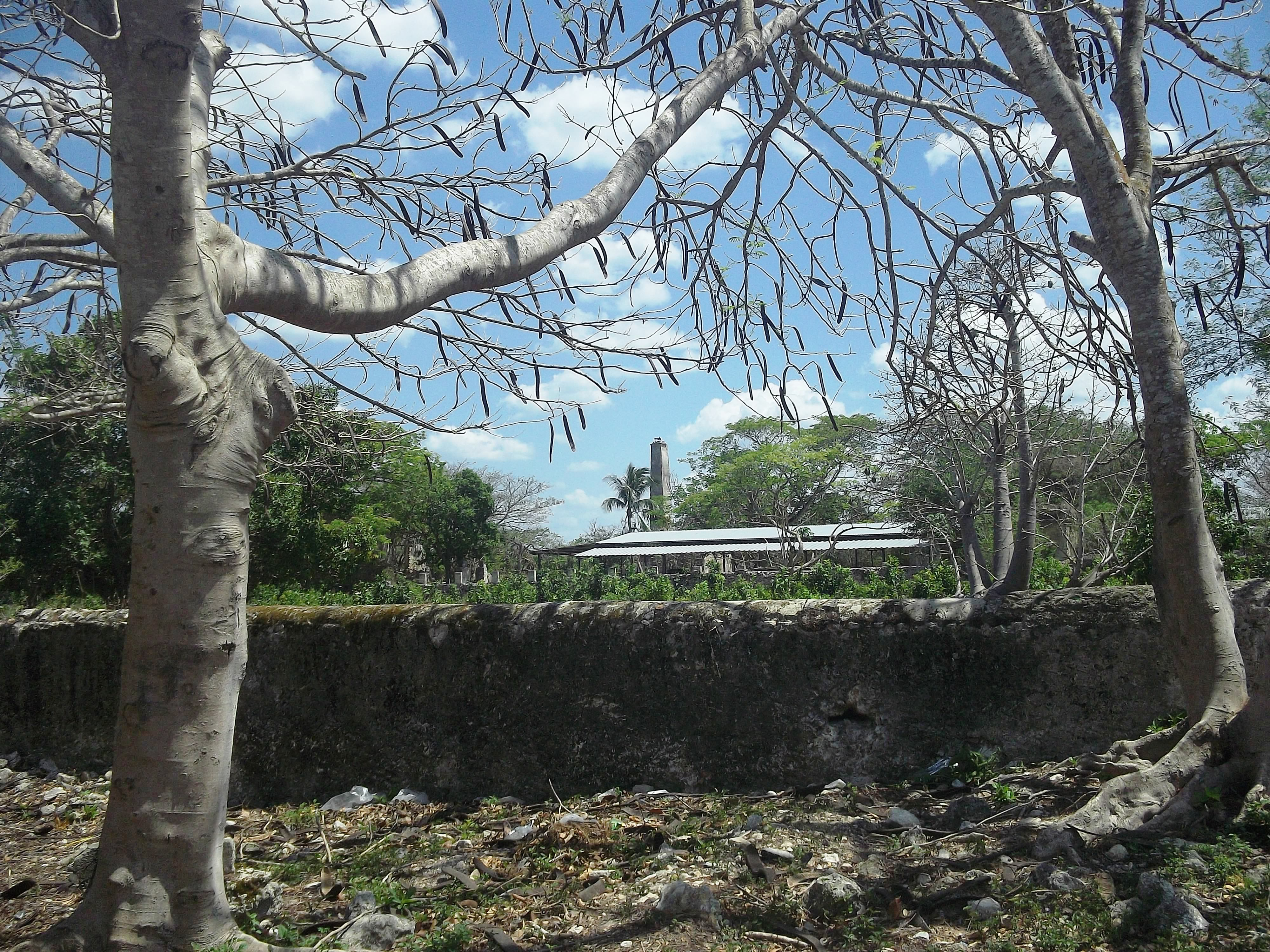
Vista de la hacienda Oncán.
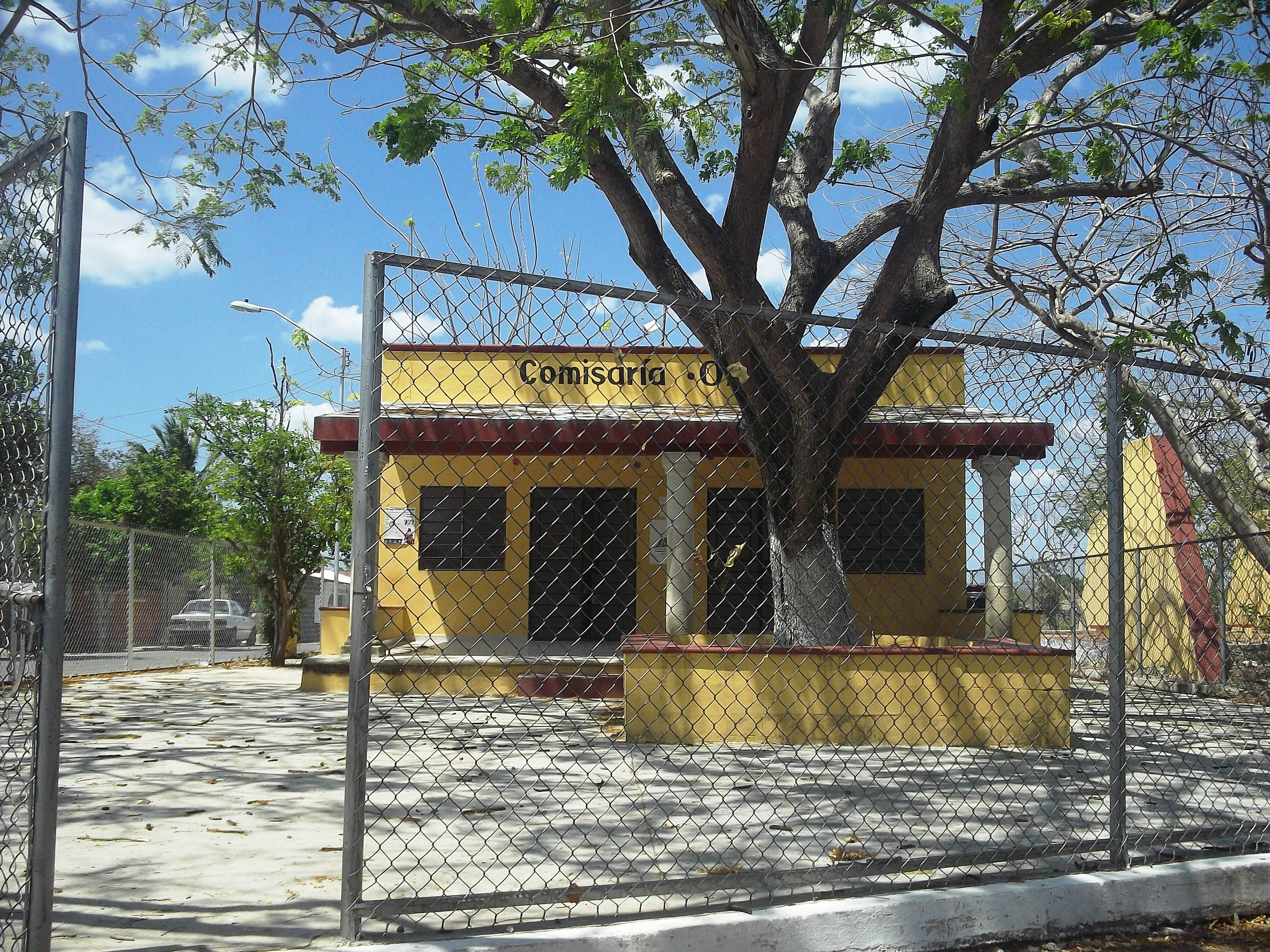
Casa comisarial de Oncán.
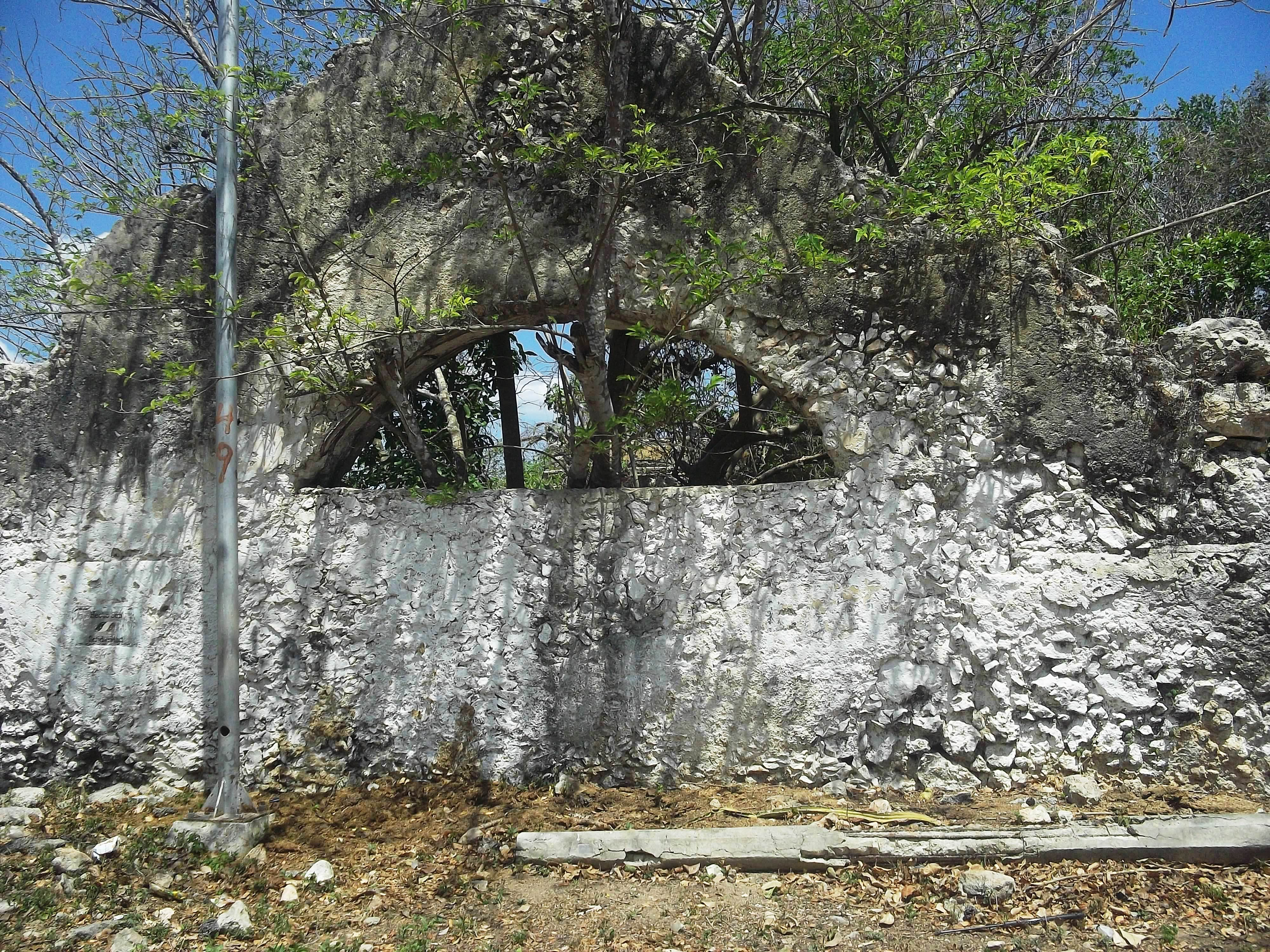
Vista de la hacienda Oncán.